# I’ll Never Love Again
I’ll Never Love Again (englisch für „Ich werde nie wieder lieben“) ist ein von Lady Gaga, Natalie Hemby, Hillary Lindsey und Aaron Raitiere für den Film A Star Is Born geschriebener Song.

## Entstehung

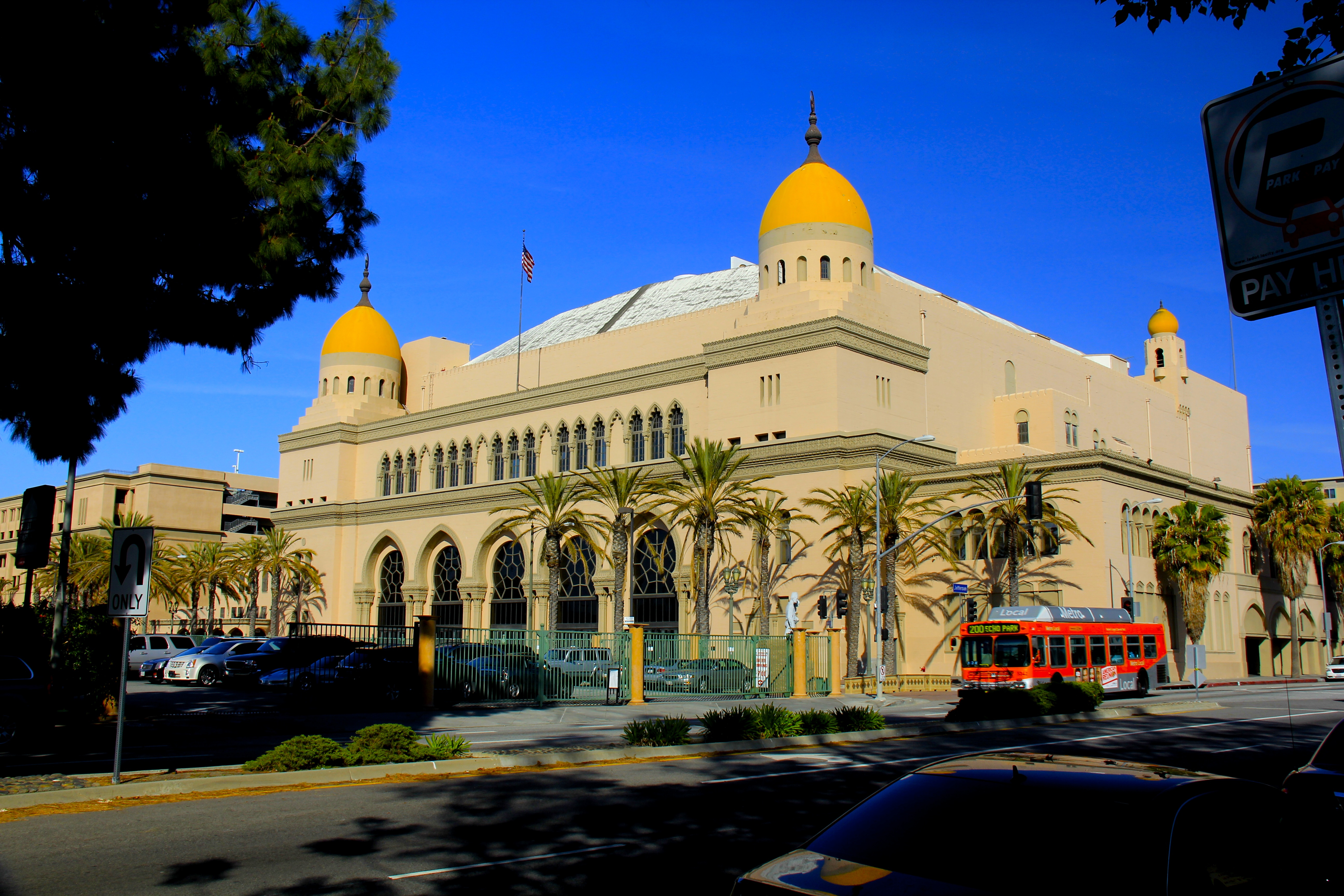
Die Aufnahme des Songs entstand im Shrine Auditorium in Los Angeles

I’ll Never Love Again wurde von Lady Gaga, Natalie Hemby, Hillary Lindsey und Aaron Raitiere für den Film A Star Is Born von Bradley Cooper geschrieben. Der Karriere des Singer-Songwriters Jackson Maine haben im Film sein Tinnitus und der Alkoholismus keinen Gefallen getan. In einem Drag-Club lernt er die außergewöhnlich talentierte Sängerin Ally kennen, die ihm erklärt, sie singe ihre eigenen Lieder nicht, weil sie sich dabei nicht wohlfühle, da ihr fast jeder gesagt habe, dass er zwar die Art möge, wie sie singe, nicht jedoch ihr Aussehen. Schnell erkennt Jackson ihr großes musikalisches Talent und ermöglicht Ally, die ihren Traum fast schon aufgegeben hat, Auftritte während seiner Tournee. Zwischen den beiden entwickelt sich eine leidenschaftliche Liebesbeziehung.
Im Film wird I’ll Never Love Again als letztes Lied von Ally im Rahmen der Gedenkfeier für Jackson nach dessen Selbstmord gesungen und ist zudem in einer Extended Version im Abspann zu hören.
Die Aufnahme entstand im Shrine Auditorium in Los Angeles. Kurz vor Beginn der Aufzeichnung erreichte Lady Gaga die Nachricht, dass Sonja Durham, ihre langjährige Assistentin und enge Freundin, die an Krebs im Endstadium erkrankt war, sich in ihren letzten Momenten befand. Die Dreharbeiten wurden kurzfristig unterbrochen, jedoch starb Durham zehn Minuten, bevor die Sängerin im Krankenhaus eintraf. Auf Anraten von Durhams Ehemann begab sich Lady Gaga zurück zum Filmset, um die Szene und Tonaufnahme für das Lied zu beenden. In einem Interview mit Musikjournalist Zane Lowe lobte die Sängerin Regisseur Bradley Cooper für seinen taktvollen Umgang mit ihrer Trauer.

## Veröffentlichung
Die beiden Versionen von I’ll Never Love Again sind als die letzten beiden Nummern des Soundtracks zum Film enthalten, der am 5. Oktober 2018 veröffentlicht wurde.

## Preise
Grammy Awards 2020
- Auszeichnung als Best Song Written For Visual Media (Natalie Hemby, Lady Gaga, Hillary Lindsey & Aaron Raitiere, Songwriters (Lady Gaga & Bradley Cooper))[3]

Der Song gehörte neben Always Remember Us This Way und Shallow zu den drei Liedern aus dem Film A Star Is Born, die von Warner Bros. bei den Oscars eingereicht werden sollten. Letztlich wurde nur Shallow eingereicht und von der Academy auch nominiert sowie am Ende ausgezeichnet.

## Kommerzieller Erfolg

### Chartplatzierungen
| ChartsChartplatzierungen       | Höchstplatzierung | Wochen |
| ------------------------------ | ----------------- | ------ |
| Österreich (Ö3)                | 73 (1 Wo.)        | 1      |
| Schweiz (IFPI)                 | 14 (27 Wo.)       | 27     |
| Vereinigte Staaten (Billboard) | 36 (7 Wo.)        | 7      |
| Vereinigtes Königreich (OCC)   | 27 (9 Wo.)        | 9      |

### Auszeichnungen für Musikverkäufe
| Land/Region                  | Auszeichnungen für Musikverkäufe (Land/Region, Auszeichnung, Verkäufe) | Verkäufe  |
| ---------------------------- | ---------------------------------------------------------------------- | --------- |
| Australien (ARIA)            | 3× Platin                                                              | 210.000   |
| Brasilien (PMB)              | Diamant                                                                | 160.000   |
| Dänemark (IFPI)              | Gold                                                                   | 45.000    |
| Frankreich (SNEP)            | Diamant                                                                | 333.333   |
| Italien (FIMI)               | Platin                                                                 | 100.000   |
| Neuseeland (RMNZ)            | Platin                                                                 | 30.000    |
| Norwegen (IFPI)              | Gold                                                                   | 30.000    |
| Österreich (IFPI)            | Gold                                                                   | 15.000    |
| Polen (ZPAV)                 | 3× Platin                                                              | 150.000   |
| Portugal (AFP)               | Platin                                                                 | 10.000    |
| Schweden (IFPI)              | Gold                                                                   | 40.000    |
| Spanien (Promusicae)         | Platin                                                                 | 60.000    |
| Vereinigte Staaten (RIAA)    | Platin                                                                 | 1.000.000 |
| Vereinigtes Königreich (BPI) | Platin                                                                 | 600.000   |
| Insgesamt                    | 4× Gold · 12× Platin · 2× Diamant ·                                    | 2.783.333 |

Hauptartikel: Lady Gaga/Auszeichnungen für Musikverkäufe